# 尤尼斯·马赫尤恩
扎卡里亞·尤尼斯·阿卜杜勒-哈利姆·马赫尤恩（阿拉伯语：زكريا يونس عبد الحليم مخيون）是埃及的一个政治人物，現任薩拉菲主義政黨光明黨主席。

## 簡介
尤尼斯·马赫尤恩在2011年—2012年的选举中当选为埃及人民议会议员。2012年2月，他提议全面禁止网络色情，认为这是离婚和强奸统计数据增加的原因。2013年，马赫尤恩繼任光明黨主席。

## 個人生活
他有6個子女。